# Таро Окамото
Таро Окамото (*岡本太郎, 26 лютого 1911  —7 січня 1996) — японський художник- сюрреаліст і авангардист, скульптор, письменник.

## Життєпис
Син Окамото Іппея, художника-карикатуриста, і поетеси і письменниці Каноко. Народився у 1911 році в селі Такацу, неподалік від міста Кавасакі. 1929 року вступив до Токійської художньої школи Бідзюцу Гакко (сучасний Токійський університет мистецтв), проте перериває навчання через пів року і їде разом з батьками до Парижу. 1931 року вступає до університету Сорбонна, де вивчає філософію.
1932 року знайомиться з авангардним мистецтвом Пабло Пікассо, яке справляє надзвичайно сильний вплив на Окамото, що стає переконаним послідовником цього напрямку мистецтва. Зав'язує дружні стосунки з художниками-авангардистами Андре Бретоном, Куртом Зелігманом, Василем Кандинський, Гердою Таро. Надалі Окамото взяв прізвище останньої як власне прізвище, ставши Таро Окамото. 1938 року бере участь в Міжнародної виставки з сюрреалізму. 1939 року закінчує університет з науковим ступенем з етнології.
1940 року після нападу Німеччини на Францію повертається на батьківщину. 1942 року Окамото мобілізовано до імператорської армії армію, у складі якої бере участь у військових діях в Китаї. 1943 року повертається до Японії. 1944 року знову бере участь у бойових діях у Китаї, де потрапляє у полон. 1946 року після поразки Японської імперії його інтерновано до табору для військовополонених.
1952 року виставляється у Міжнародному салоні в Парижі. 1953 року бере участь у II бієнале в Сан-Паулу (Бразилія). 1957 року є учасником XXVII Венеціанського бієнале, а 1955 року — в Третій міжнародній японській художній виставці. 1957 року Таро Окамото бере участь в XI Міланському триєнале. 1959 року за виконану настінний живопис в приміщенні Токійських міських зборів нагороджено Великою Міжнародною премією живопису і архітектури.
1961 року за книгу Таро Окамото «Забута Японія» присуджують Премію культури видавничого дому Майніті.
1970 року створює 60-метрову скульптуру «Вежа сонця», що стає символом Всесвітньої виставки в Осаці. У центрі Символічної зони ЕКСПО встановлено також його «Вежа матері» і «Вежа юності». «Вежа сонця» показує минуле (нижню частину), теперішню (середню частину), і майбутнє (обличчя) людства.
1984 — французький уряд надає художнику звання Офіцера ордена Почесного легіону. 1989 року стає Великим офіцером ордену Почесного легіону.
1993 року митцю присвоюється звання почесного громадянина міста Кавасакі. 1996 року помирає в Токіо. Після смерті художника були відкриті два його музеї — в Токіо, в приміщенні його художнього ательє, і в Кавасакі.

## Творчість
За своїм стилем схожий на Пабло Пікассо. Головною темою мистецтва Окамото стало суперництво людини з природою і перемога людини в цій боротьбі. Його роботи виставлялися в СРСР, США, Франції, Мексиці та інших країнах. У мистецьких колах світу творчість його розцінюється як одне з оригінальних явищ мистецтва XX століття. Відомим є розпис станції Токійського метро Сібуя під назвою «Завтрашній міф».